# Benjamin K. Sovacool
Benjamin K. Sovacool es un Profesor Asociado Visitante en la Escuela de Leyes de Vermont y director fundador del Programa de Justicia de Energía en su Instituto para la Energía y el Ambiente. Él fue un profesor asistente e investigador asociado en la Universidad Nacional de Singapur.
Los intereses de investigación de Sovacool incluyen las políticas energéticas, los problemas ambientales y la políticas de ciencia y tecnología. Él es el autor o editor de ocho libros y más de 130 artículos académicos revisados por pares sobre varios aspectos de las políticas energéticas y del cambio climático, y ha presentado investigaciones en más de 60 conferencias y simposios internacionales. Él es un contribuidor frecuente en las publicaciones de Energy Policy (en castellano: Políticas Energéticas), Energy & Environment (en castellano: Energía & Ambiente), Electricity Journal (en castellano: Jornal sobre Electricidad) y Energy, and Energy for Sustainable Development (en castellano: Energía y Energía para el Desarrollo Sustentable).
En 2007 Sovacool coeditó Energy and American Society: Thirteen Myths (en castellano: Energía y Sociedad Estadounidense: Trece Mitos) y en 2008 escribió The Dirty Energy Dilemma (en castellano: El Dilema de la Energía Sucia) que ganó la Nautilus Award de 2009. Sus otros libros incluyen Powering the Green Economy (en castellano: Energía para la Economía Verde), The Routledge Handbook of Energy Security (en castellano: Manual Routledge de la Seguridad Energética), Contesting the Future of Nuclear Power (en castellano: Cuestionando el Futuro de la Energía Nuclear) y Climate Change and Global Energy Security (en castellano: Cambio Climático y la Seguridad Energética Global).

## Experiencia académica
Sovacool es un profesor asociado visitante en la Escuela de Leyes de Vermont y director fundador del Programa de Justicia Energética en su Instituto para la Energía y el Ambiente. Él previamente fue profesor asistente en la Escuela Lee Kuan Yew de Políticas Públicas en la Universidad Nacional de Singapur, e investigador en el Programa de Gobernabilidad de Energía en el Centro sobre Asia y Globalización. Sovacool tiene un doctorado en Estudios de Ciencia y Tecnología de Virginia Tech.
Sovacool se ha desempeñado en puesto de asesorías e investigación en la Universidad Nacional de Singapur, el Programa de Eficiencia y Seguridad de la Redes de Energía Eléctrica de la Fundación Nacional para la Ciencia de Estados Unidos, el Consorcio para la Reestructuración de la Energía de Virginia Tech, el Centro para la Investigación sobre el Carbón y la Energía de Virginia, la Autoridad para la Investigación y Desarrollo de Energía del Estado de Nueva York, el Oak Ridge National Laboratory, la empresa ‘Semiconductor Materials and Equipment International’, el programa de Tecnología para el Cambio Climático del Departamento de Energía de Estados Unidos, la Union of Concerned Scientists, el Instituto Internacional para el Análisis y Sistemas Aplicados cerca de Viena, Austria, y la Agencia Internacional de Energía en París, Francia.
Sovacool ha sido consultor para el Bando de Desarrollo Asiático, el Programa de Desarrollo de las Naciones Unidas, y la Comisión Económica y Social de las Naciones Unidas para el Asia y el Pacífico.

## Trabajo de investigación

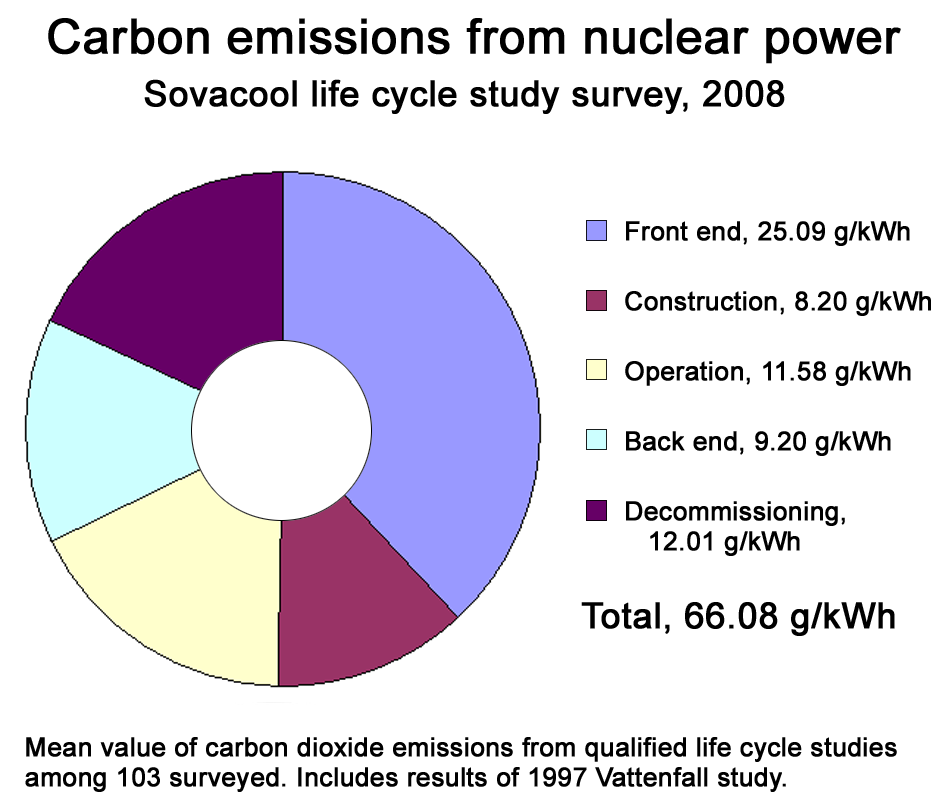
Las centrales de energía nuclear producen electricidad con el equivalente aproximado de 66 gramos del ciclo de vida en emisiones de dióxido de carbono por kWh, mientras que los generadores de energía producen electricidad por 9,5 a 38 gramos de dióxido de carbono por kWh. Las tecnologías de electricidad renovables de esta forma son de dos a siete veces más efectivas que las centrales de energía nuclear por cada kWh para combatir el cambio climático.

Los intereses de investigación de Sovacool incluyen la política energética, los problemas ambientales y las políticas para la ciencia y la tecnología]]. Él es el autor o editor de ocho libros y más de 130 artículos académicos revisados por pares sobre varios aspectos de la política energética y el cambio climático, y ha presentado investigaciones en más de 60 conferencias y simposios internacionales. Él es un contribuidor frecuente de Energy Policy, Energy & Environment, Electricity Journal, y Energy, and Energy for Sustainable Development. Sovacool también ha aparecido en BBC World News, Bloomberg Live!, y Channel News Asia, y ha sido entrevistado por Newsweek, Associated Press, United Press International.
Su trabajo sobre las emisiones de carbono por parte de las estaciones de energía nuclear también ha sido revisados en Nature.

## Libros
En 2007, Sovacool coeditó Energy and American Society: Thirteen Myths que ha sido revisado en Energy Policy y los Anales de la Asociación de Geógrafos Estadounidenses. en 2008, él escribió The Dirty Energy Dilemma: What’s Blocking Clean Power in the United States (en castellano: El Dilema de la Energía Sucia: ¿Qué está bloqueando la Energía Limpia en Estados Unidos) que fue publicado por Praeger y ganó el Nautilus Award de 2009.
En Contesting the Future of Nuclear Power (2011) Sovacool dice que existe un consenso entre una amplia base de expertos independientes de que las centrales de energía nuclear son una pobre elección para generar electricidad, y que los programas de eficiencia energética y las tecnologías de energía renovable son mejores que las centrales nucleares.
Otros libros de su autoría son:
- Miguel Mendonça, David Jacobs y Benjamin K. Sovacool (2009). Powering the Green Economy: The Feed-In Tariff Handbook, Earthscan.
- Benjamin K. Sovacool (Ed.) (2010). The Routledge Handbook of Energy Security, Routledge.
- Marilyn A. Brown and Benjamin K. Sovacool (2011). Climate Change and Global Energy Security: An Overview of Technology and Policy Options, MIT Press.
- Benjamin K. Sovacool and Scott Valentine (forthcoming). The International Politics of Nuclear Power: Economics, Security and Governance, Routledge.
- Benjamin K. Sovacool, and IM Drupady (forthcoming). The Governance of Small-Scale Renewable Energy in Developing Asia, (New York: Ashgate).